# Erich Correns

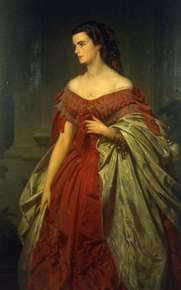
Duquesa Elena de Baviera, 1859.

Erich Correns (1821-1877) fue un pintor de retratos y litógrafo alemán.

## Biografía
Correns nació en Colonia en 1821, y después de estudiar jurisprudencia en Bonn, fue enviado a la Academia de Bellas Artes de Múnich, y se convirtió en un hábil pintor retratista y litógrafo. Se hizo bien conocido por la elegancia de sus retratos, entre ellos los del rey Maximiliano II de Baviera y su consorte, la reina María.
Murió en Múnich en 1877.
El botánico y genetista Karl Erich Correns fue su hijo.

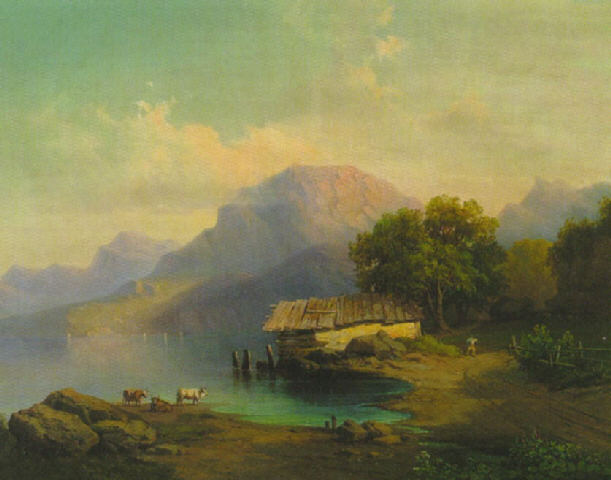
Casa de pescadores a orillas del Gebirgssee, 1859
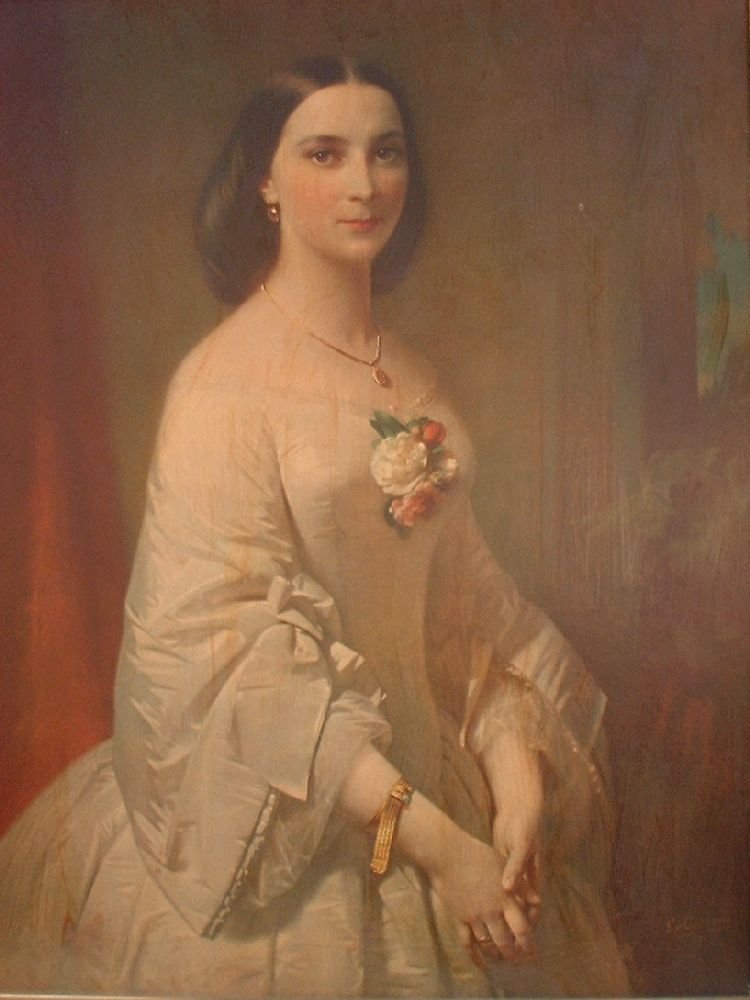
Belleza sureña, ca. 1850
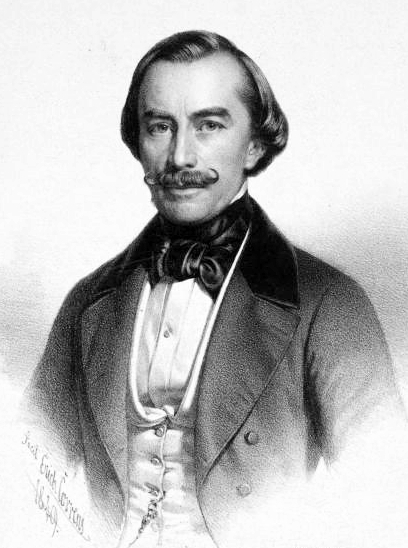
Johann Petzmayer, compositor y tocador de cítara austríaco, litografía de 1849